# Paliperidon

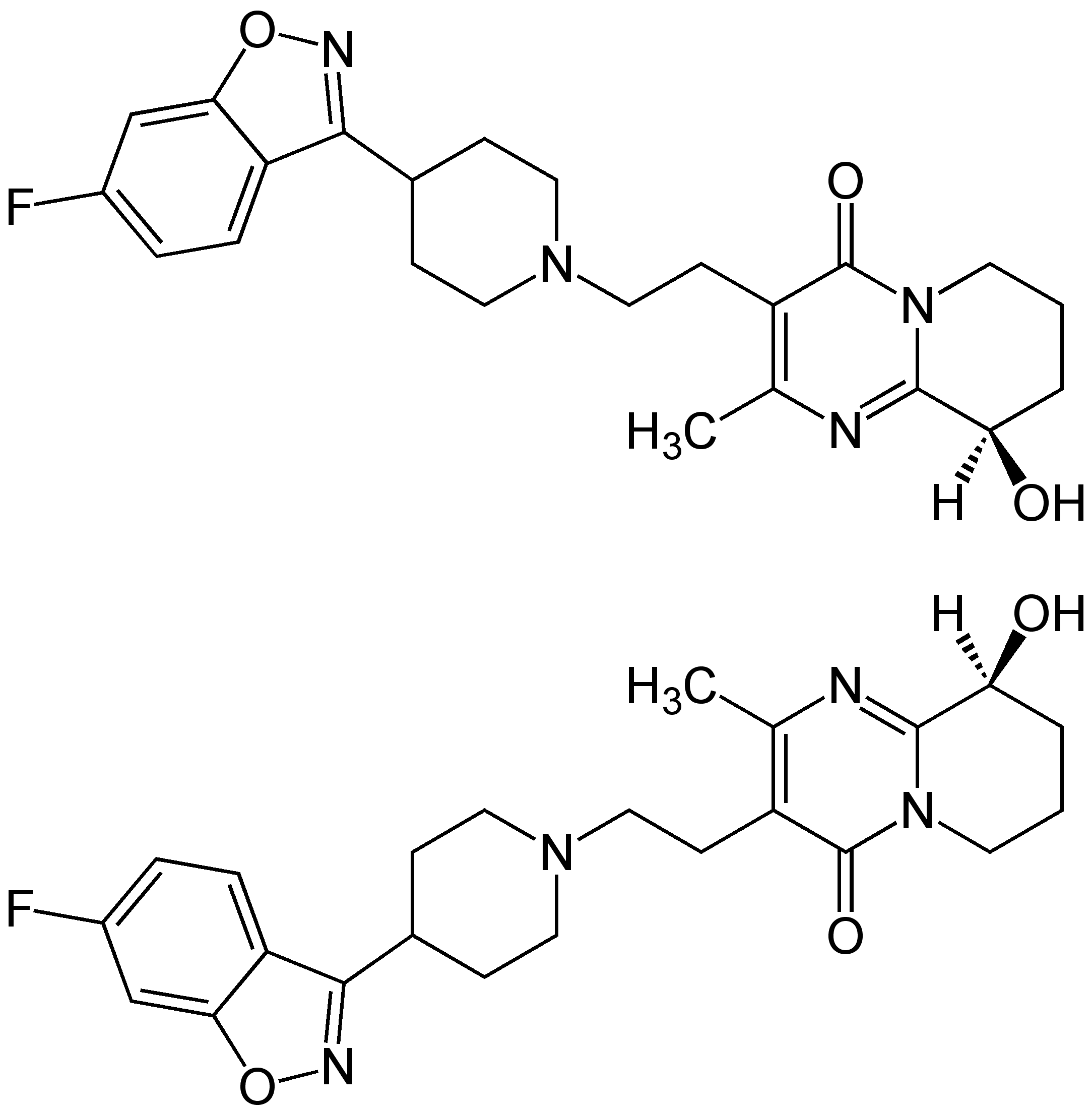
Strukturformel.

Paliperidon (såld med varunamnet Invega) är ett atypiskt antipsykotikum. Paliperidon marknadsförs som behandling vid schizofreni och bipolär mani.
Paliperidon är den aktiva metaboliten 9-hydroxyrisperidon av risperidon. Det är tveksamt om paliperidon har några fördelar jämfört med risperidon ur effekt- eller biverkningssynpunkt. Patentet har gått ut.

## Historia
Paliperidon utvecklades första gången i delstaten Telangana i Indien vid ett Mylan-laboratorium. Paliperidon utvecklades av läkemedelsföretaget Janssen-Cilag.
Paliperidon blev godkänd av FDA den 19 december 2006.  Men sedan 27 april 2007 fick den användas under längre stunder. Sedan den 11 april 2011 fick den behandla tonåringar.
Tidigare beslutade Läkemedelsförmånsnämnden att paliperidon i Sverige inte får ingå i högkostnadsskyddet för läkemedel på grund av "dess höga kostnad och det inte har bättre effekt än billigare konkurrentpreparat", men 2009 beviljades tillståndet till högkostnadsskydd.

## Effektivitet
I en jämförande studie från 2013 där 15 antipsykotiska mediciner studerades avseende effektivitet i behandling av schizofrena symtom, var paliperidon femte mest effektiv av de undersökta läkemedlen.

## Farmakologi
Kemiskt sett är paliperidon den primära aktiva metaboliten av det äldre antipsykotiska medlet risperidon (paliperidon är 9-hydroxirisperidon det vill säga risperidon med en extra hydroxylgrupp). Även om dess specifika verkningsmekanism är okänd, antas det att paliperidon och risperidon verkar via liknande, om inte samma vägar.
Halveringstiden av paliperidon är 24 timmar.

## Biverkningar
Enligt FASS är de vanligaste biverkningarna:
- svårigheter att somna eller sova utan avbrott
- parkinsonism
- rastlöshet
- känsla av trötthet eller mindre alert
- huvudvärk
- hyperprolaktinemi